# Solandra boliviana
Solandra boliviana là loài thực vật có hoa trong họ Cà. Loài này được Britton ex Rusby miêu tả khoa học đầu tiên năm 1899.